# Tugana infumata
Tugana infumata är en spindelart som först beskrevs av Bryant 1948.  Tugana infumata ingår i släktet Tugana och familjen mörkerspindlar. Inga underarter finns listade i Catalogue of Life.